# Neostigmină
Neostigmina este un medicament parasimpatomimetic inhibitor al acetilcolinesterazei, utilizat pentru tratamentul miasteniei gravis, ileusului paralitic și al atoniei vezicii urinare.